# Riola Sardo
Riola Sardo ist eine italienische Gemeinde (comune) mit 2010 Einwohnern (Stand 31. Dezember 2023) in der Provinz Oristano auf Sardinien. Die Gemeinde liegt etwa 10,5 Kilometer nordwestlich von Oristano am Stagno di Cabras. 

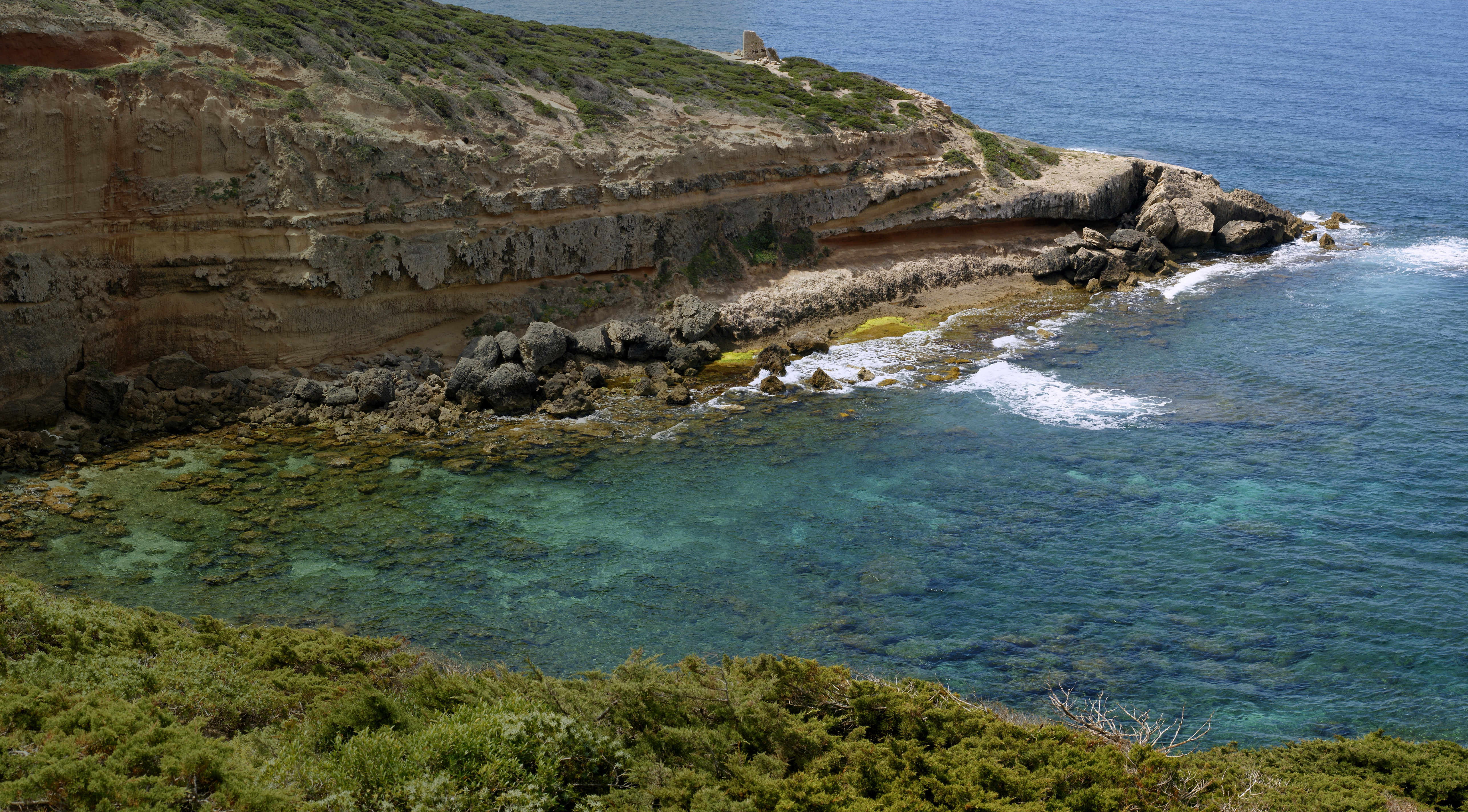
Capo Mannu an der Mittelmeerküste

## Verkehr
Durch die Gemeinde führt die Strada Statale 292 Nord Occidentale Sarda von Alghero nach Oristano.